# Visdonk (landgoed)
Visdonk is de naam van een landgoed dat zich bevindt ten zuiden van Roosendaal en ten oosten van Nispen in de Nederlandse provincie Noord-Brabant. Het gebied omvat 300 ha.
Het gebied omvat een afwisseling aan percelen naald- en loofbos, akkers en weiden, heide, een ven (Rozenven) en houtwallen. De heide wordt begraasd door Kalmthoutse schapen, en er is een herten- en moeflonkamp.
De omgeving van het Rozenven kenmerkt zich door het voorkomen van zeldzame planten als witte snavelbies, kleine zonnedauw, ronde zonnedauw, moerashertshooi, beenbreek en klokjesgentiaan. In het gebied zijn restanten van oude turfvaarten te vinden. De Roosendaalse Vaart die vanuit de Matjens naar Roosendaal loopt doorsnijdt het landgoed.

## Geschiedenis
In de 17de eeuw bestond er al een hoeve met de naam Visdonk. Het landgoed is een combinatie van een oude veen- en heide-ontginning.
In het eind van de 19de eeuw was landgoed Visdonk een familiebezit van de familie Laurijssen, De heer Frans Laurijssen hield eenmaal per jaar zitdag in het koepeltje (later theehuis Visdonk) voor de pachters.
In 1952 werd het landgoed aan de gemeente Roosendaal verkocht. Hierbij werd wel bedongen, dat het gebied niet voor stads-uitbreiding gebruikt mag worden, dus dat het landbouw- en recreatiegebied moest blijven.
Het beheer van de 110 ha natuur is begin 2010 overgedragen aan de Vereniging Natuurmonumenten. In samenwerking met de gemeente, de Maatschappij van Welstand en een horeca-ondernemer wordt een landgoed ontwikkeld dat als uitloopgebied van de stad moet dienen. Hiertoe worden de kleine percelen, lanen en houtwallen hersteld.
In april 2012 is op het landgoed het T-huis geopend. Dit moderne en duurzame gebouw biedt onderdak aan het Milieu Educatief Centrum (MEC) Roosendaal, Brasserie T-Huis en een beheerkantoor van Natuurmonumenten.